# Mariedal (Upplands-Bro)
Mariedal is een plaats (tätort) in de gemeente Upplands-Bro in het landschap Uppland en de provincie Stockholms län in Zweden. De plaats heeft 297 inwoners (2010) en een oppervlakte van 74 hectare.